# Psychotria rhombibracteata
Psychotria rhombibracteata är en måreväxtart som beskrevs av Charlotte M. Taylor och M.T.Campos. Psychotria rhombibracteata ingår i släktet Psychotria och familjen måreväxter. Inga underarter finns listade i Catalogue of Life.